# グレッグ・ランデイカー
グレッグ・ランデイカー（Gregg Landaker）は、アメリカ合衆国のレコーディング・エンジニアである。1979年以降、190作品以上にクレジットされている。アカデミー録音賞には7回ノミネートされ、3回受賞に至った。

## 受賞とノミネート
| 賞           | 年   | 部門   | 作品名                            | 結果       |
| ------------ | ---- | ------ | --------------------------------- | ---------- |
| アカデミー賞 | 1980 | 録音賞 | スター・ウォーズ/帝国の逆襲       | 受賞       |
| アカデミー賞 | 1981 | 録音賞 | レイダース/失われたアーク《聖櫃》 | 受賞       |
| アカデミー賞 | 1991 | 録音賞 | JFK                               | ノミネート |
| アカデミー賞 | 1994 | 録音賞 | スピード                          | 受賞       |
| アカデミー賞 | 1995 | 録音賞 | ウォーターワールド                | ノミネート |
| アカデミー賞 | 1996 | 録音賞 | ツイスター                        | ノミネート |
| アカデミー賞 | 2000 | 録音賞 | U-571                             | ノミネート |
| アカデミー賞 | 2017 | 録音賞 | ダンケルク                        | 受賞       |